# Med barnets ögon
Med barnets ögon, även kallat Pampers journalistpris, är ett svenskt journalistpris som instiftades 2004 av det amerikanska företaget Procter & Gamble. Syftet med priset är att främja journalister att skildra barn i åldersgruppen noll till sex år i reportage och artiklar. Prissumman uppgår till omkring 50 000 kronor.

## Pristagare
- 2004 - Elin Ekselius, för en artikelserie i Svenska Dagbladet, och Ulrika Fürstenhoff för två artiklar i Föräldrar & barn. Prissumman var på 75 000 kronor, vilket pristagarna fick dela på.[1]
- 2006 - Ylva Mårtens, för radioprogrammet "Så här pratar vi, spädbarn berättar".[4]
- 2007 - Lina Alkner och Christer Gallneby, för ett reportage om en treårig pojke. Prissumman var på 75 000 kronor.[1]
- 2009 - Åsa Erlandson, för reportaget "Hur många barn har du missat?" i tidskriften Vårdfacket. Prissumman var på 75 000 kronor.[5]
  - ett hederspris gavs till Bo-Göran Bodin och Daniel Velasco, för radioreportaget "Mitt sorgliga liv".[5]
- 2011 del 1 - Susanne Edmark, Phil Poysti och Jocke Söderqvist, för dokumentärfilmen "Drömmar om ett leende".[6] Prissumman var på 30 000 kronor.[1]
  - del 2 - Maria Zamore, för en artikelserie i tidskriften Vi Föräldrar.[6] Prissumman var på 20 000 kronor.[1]